# Carl Wilhelm Cederhielm
Carl Wilhelm Cederhielm, född 1705, död 1769, var en svensk friherre och kammarherre. Han var son till riksrådet Josias Cederhielm och Anna Åkerhielm.
Carl Wilhelm Cederhielm riksdagsmedamot 1734–1746 och var vid 1734 års riksdag förslagställare till grundandet av Vadstena adliga jungfrustift och 1739 en av de sex grundarna av Vetenskapsakademien vid dess instiftande. Han författade även en stor mängd av vetenskapsakademins handlingar och i dessa införda "rön". 1741 begav han sig i avsikt att undersöka möjligheten för nyodlingar upp till Åsele lappmark tillsammans med Arwid Ehrenmalm, som 1743 utgav en skildring av den märkliga resan. 
Han var gift med Anna Margareta von Strokirch.

## Barn
1. Josias Carl Cederhielm

### Översättning
- Voltaire: Brutus sorge-spehl, skrefwen uti fem afhandlingar (Stockholm, 1739)